# Анрі Серрюр
Анрі-Огюст-Калікст-Сезар Серрюр (фр. Henri-Auguste-Calixte-César Serrur; 21 плювіоза II року Республіки (8 лютого 1794), Ламберсар — 2 вересня 1865, Париж) — французький художник, автор історичних, жанрових, батальних та портретних живописних полотен.

## Життєпис
У різних джерелах вказується кілька різних дат народження художника — між 8 і 11 лютого 1794 року. На основі знайденої сучасними дослідниками записи в метричній книзі, прийнято вказувати як день народження 8 лютого 1794 року.
Спочатку навчався в Школі образотворчих мистецтв в Ліллі, де в 1810 році отримав першу премію з малювання живої моделі. На початку 1815 року отримав стипендію на продовження навчання в Паризькій школі образотворчих мистецтв, де навчався з 20 лютого того ж року в класі Жана-Батіста Реньо. У 1817 році отримав премію за зображення торса. З 1819 по 1850 рік виставляв свої полотна на Паризькому салоні, де двічі отримував премії — 3-ю в 1836 і 2-ю в 1837 році. Також брав участь у художніх виставках в Ліллі, Валансьєнні та Дуе. Свого часу був одним з найбільш плідних живописців історичних і батальних сцен, а також портретів.
Помер 2 вересня 1865 року в Парижі.

## Галерея

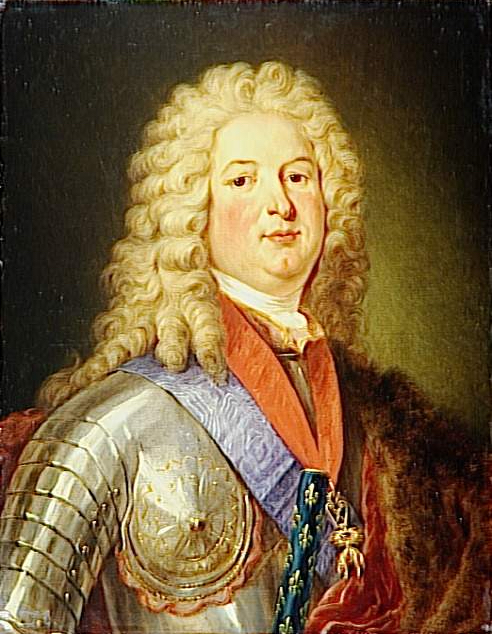
Портрет Філіпа-Шарля де Лафара, 1835
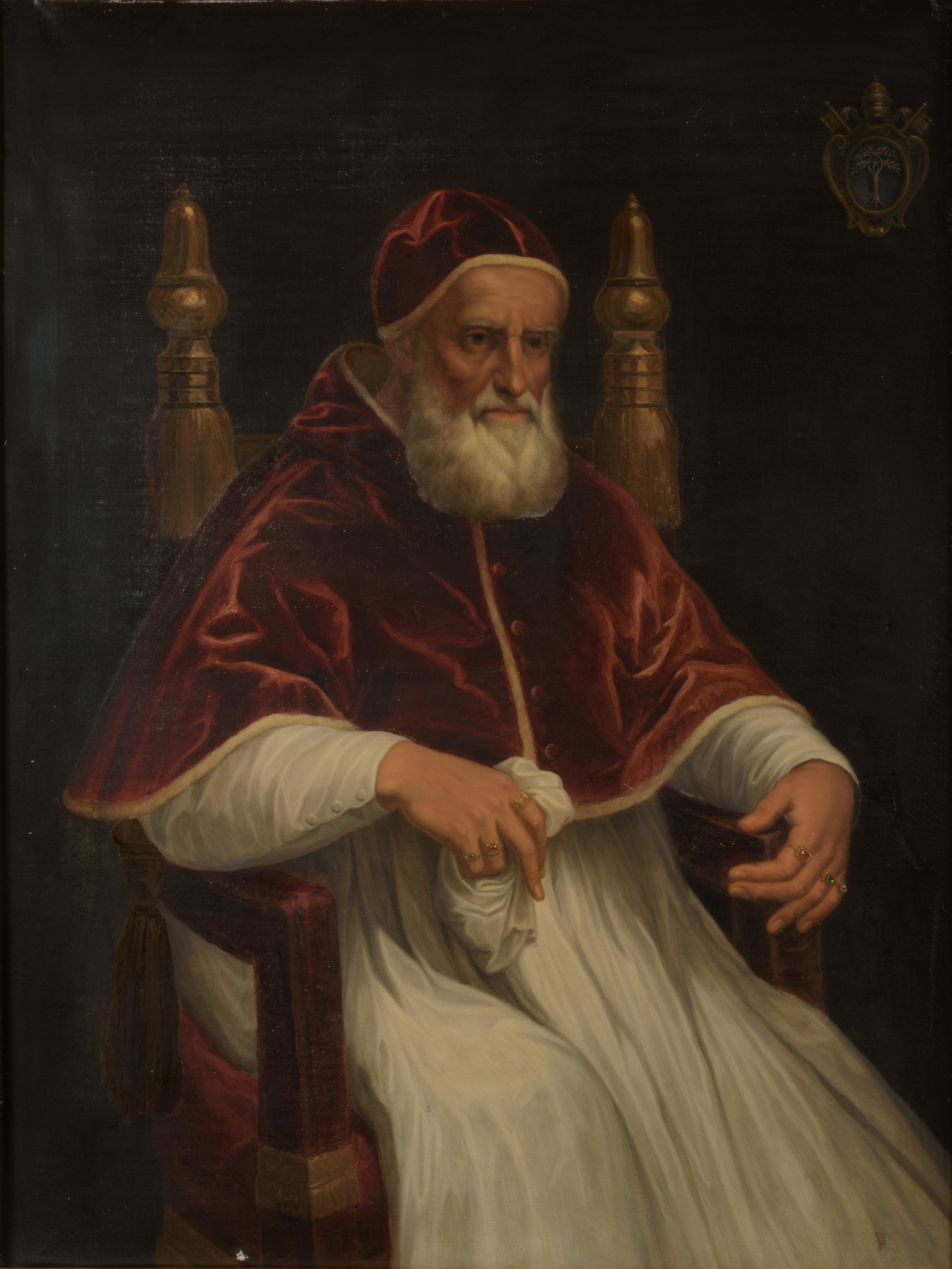
Портрет папи Юлія II, 1840 (з оригіналу Рафаеля Санті)
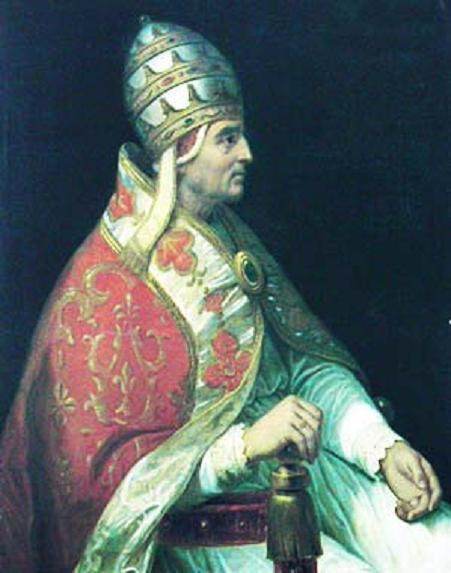
Портрет папи Урбана V
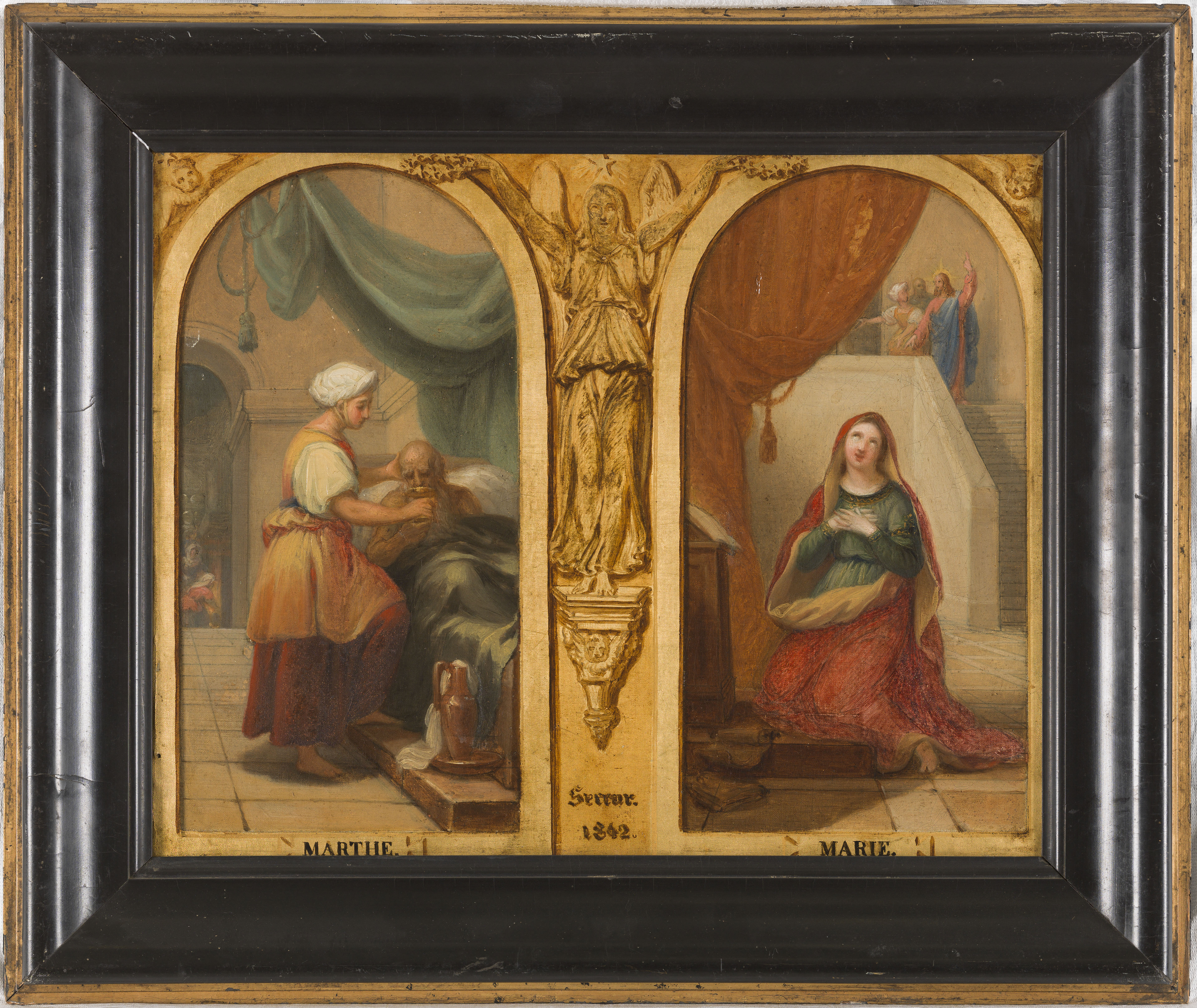
Марфа і Марія
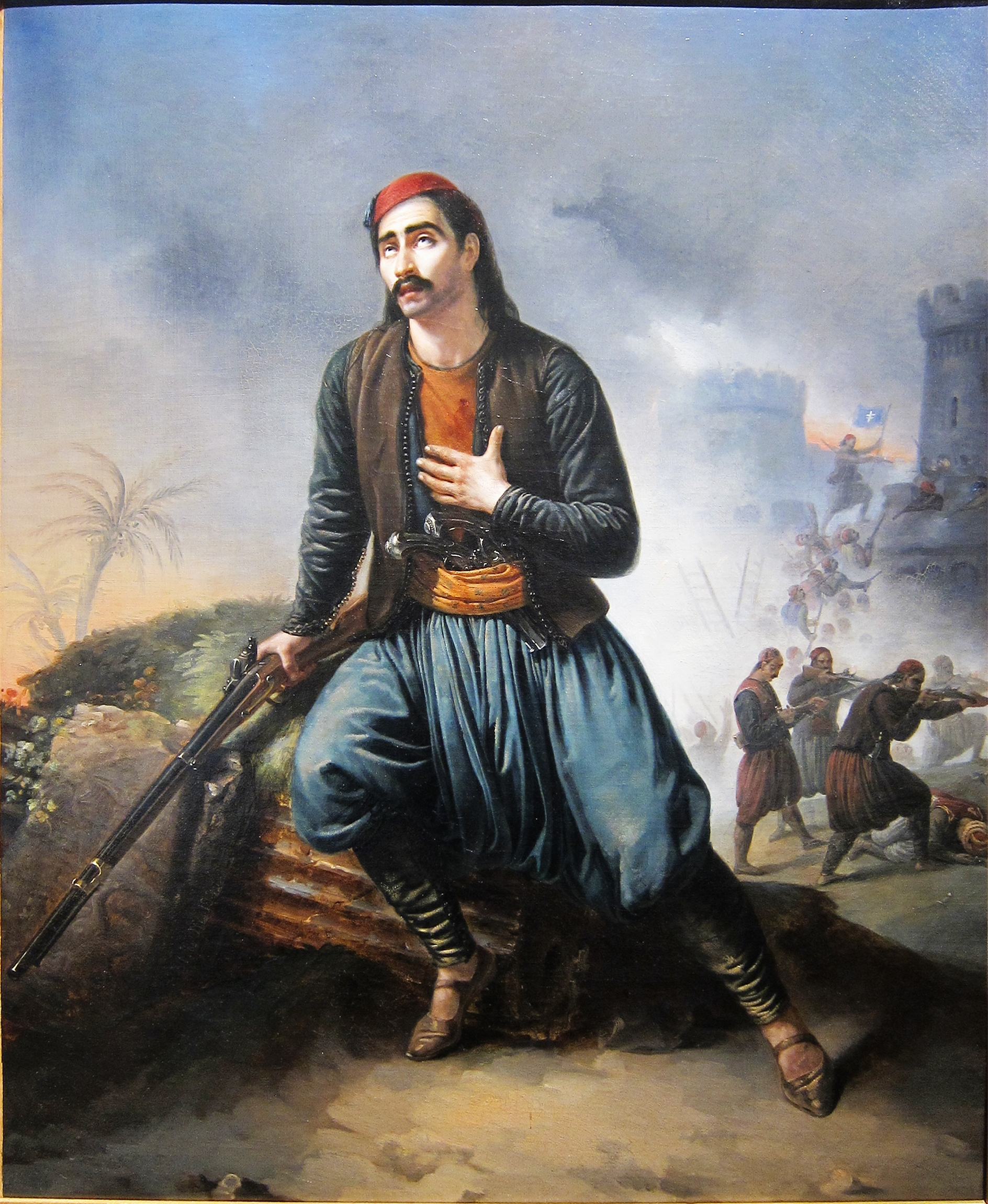
Грецький солдат
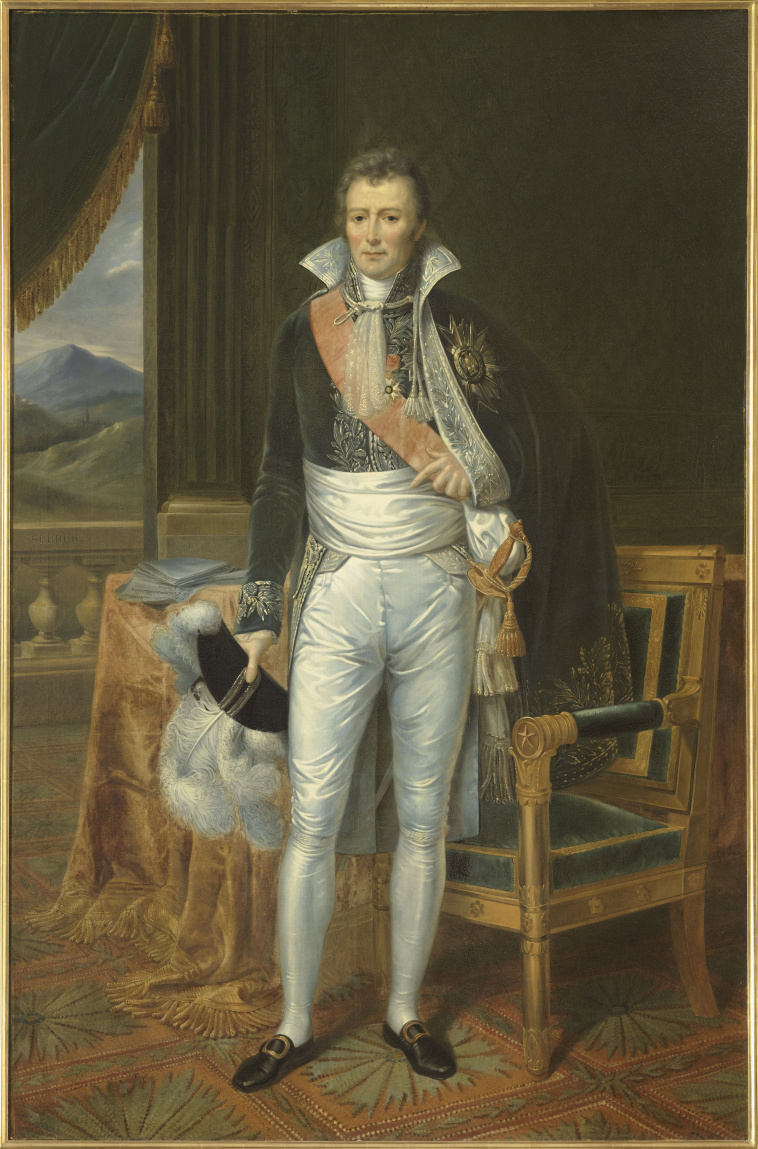
Портрет міністра Жана Франсуа Еме Дежана
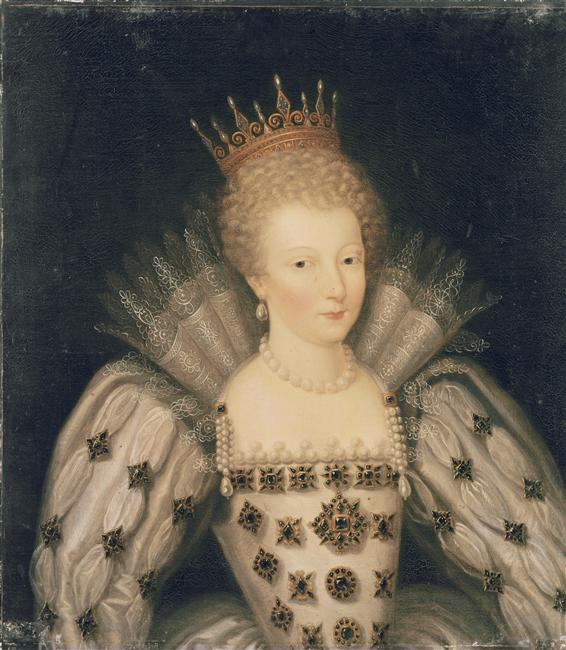
Портрет Луїзи Маргарити Лотаринзької, 1840 (з оригіналу Корнеля де Ліона)